# زوطر الغربية
زوطر الغربية هي إحدى القرى اللبنانية من قرى قضاء النبطية في محافظة النبطية.

## الموقع
تبعد عن العاصمة بيروت 82 كلم، وعن مركز القضاء النبطية 9 كلم، ترتفع 450م عن سطح البحر، تتراوح مساحتها الاجمالية نحو 9 كلم2.
تحدها بلدات زوطر الشرقية، قعقعية الجسر، ميفدون، شوكين، ونهر الليطاني الذي يفصلها عن بلدة دير سريان.

## التسمية
زوطر هو اسم لبلدتان متلاصقتان وقد أطلق عليها اسم زوطر الغربية لفصلها عن جارتها زوطر الشرقية، واسم زوطر يعود إلى العنب الزوطراني الذي كان يخمر فيها، وقد يكون يعود إلى الملك الزوطراني.

## السكان
يتألف عدد سكانها من 2400 نسمة، من بينهم حوالي 1300 ناخب.

## انتاجها واقتصادها
مؤسساتها الاقتصادية هي مصنع للالبسة، ومعملان للحدادة الافرنجية، معملان للالمنيوم، منجرة وعدد من المؤسسات والمحال التجارية.
ام انتاجها الزراعي فيرتكز على التبغ والزيتون، وبعض اشجار الفاكهة كالكرمة وغيرها من المزروعات الموسمية كالخضروات.

## اعلامها البشرية
من اعلامها البشرية العلامة الشيخ علي ياغي، مدير عام الضمان الاجتماعي السابق الاستاذ عبد الحليم حريبي، السفير السابق مصطفى حريبي، الدكتور مشهور مصطفى